# آتربرن، نورث‌آمبرلند
آتربرن (به انگلیسی: Otterburn) یک روستا و محله مدنی در بریتانیا است که در نورث‌آمبرلند واقع شده‌است. آتربرن ۶۵۴ نفر جمعیت دارد.